# 닌자도

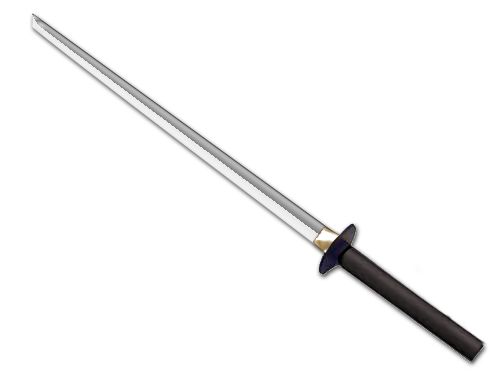
닌자도의 모습.

닌자도(일본어: 忍者刀 닌자토[*])는 닌자가 사용했다는 도검이다. 휴대성을 향상시키기 위해 사무라이가 사용하는 도검과 비교해 크기와 모양에 변형이 가해졌다 한다.
오늘날 "닌자도"라고 전해지고 있는 것은 보통 타도와 협차의 중간 길이의 것이 대부분이다. 외날 곡도인 일본도를 변형한 것은 적고, 주로 외날 직도의 칼몸을 갖고 있다. 또 사무라이의 일본도의 코등이가 둥근 것에 비해 닌자도는 코등이가 네모지다.
그러나 서민으로 위장하여 은밀한 임무를 수행하는 것이 업인 닌자가 눈에 띄는 도검이라는 무기를 휴대하는 것이 유의미한 것인가에 대한 의문이 있다. 《닌비전》이나 《만천집해》 등의 닌술서에는 닌자도에 관한 언급이 없다. 대부분의 닌자 유파가 닌자도라는 특수한 칼을 따로 만들어 사용하지 않고 그냥 협차를 썼기 때문에 현존하는 닌자도 유물들은 대부분 메이지 시대 이후 관광시설 전시용으로 제작된 것이다. 때문에 닌자도가 무기로서 실재했는지에 관한 의문이 제기된다. 실제로는 지팡이로 위장한 칼인 시코미즈에(仕込み杖)를 사용했다.
닌자도의 진위여부는 불확실하지만 일단 멋있기 때문에 오늘날의 대중문화에 등장하는 닌자는 대개 닌자도를 패용하는 것으로 묘사된다. 또한 관상용으로 만들어진 모형 닌자도가 일본 곳곳에서 기념품으로 판매되고 있다.

## 참고 자료
- 名和弓雄著 「間違いだらけの時代劇」「続間違いだらけの時代劇」「図解　隠し武器百科」「絵でみる時代考証百科　日本刀・火縄銃・忍び道具編」
- 初見良昭著 「戸隠流忍法体術」